# Josef Stiren

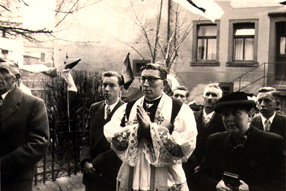
Priesterweihe von Josef Stiren (links neben dem Priester), 1955

Josef Stiren (* 14. Januar 1930 in Badem bei Bitburg in der Eifel; † 20. April 2003 in Mürlenbach) war von 1955 bis zu seinem Tod Priester im Bistum Trier in den Gemeinden: als Kaplan in Maria Himmelfahrt in Andernach, Morbach und Kempenich; als Pastor in Irrel, Konz-St. Nikolaus, Mertesdorf, Gerolstein-Rockeskyll, Trier-St. Irminen, Lieser und zuletzt als Hausgeistlicher im Don-Bosco-Haus Mürlenbach.

## Leben
Josef Stiren studierte in Trier Theologie und empfing am 26. März 1955 das Sakrament der Priesterweihe. Die Primiz (erste Hl. Messe) feierte er am 27. März 1955 in Badem (s. Bild).
Im Bereich des neuen geistlichen Liedes machte sich Josef Stiren bundesweit als Textautor einen Namen. Eines der bekanntesten Werke ist das Lied „Mit Jesus auf dem Weg“ – im Gotteslob unter der Liednummer 763 (Diözese Augsburg) – welches sich mit der Auferstehung Jesu Christi beschäftigt. Regional bekannt war er für seine Worte über die sonntäglichen Schriftlesungen sowie seine Text- und Bildmediationen, die vor allem in der Bistumszeitung PAULINUS erschienen.
Stiren hat in seiner Zeit als Pastor folgende Kirchen neubauen lassen:
1961/62: St. Ambrosius, Irrel
1975/76: St. Martin, Mertesdorf (Architekt: Peter van Stipelen)

## Werke
- mit Nikolaus Föhr: Seniorengottesdienste. 45 Modelle für Gemeinde und Gruppe. Herder, Freiburg, 1991, ISBN 3-451-20898-9
- mit Nikolaus Föhr: Mittragen. Kreuzweg der Trauernden – Totengedenken. Paulinus, Trier, 1993, ISBN 3-7902-0052-2
- … ist einer unter uns gestorben .... Texte zum Totengebet. Paulinus, Trier, 1993, ISBN 3-7902-1119-2

| Personendaten    | Personendaten                              |
| ---------------- | ------------------------------------------ |
| NAME             | Stiren, Josef                              |
| KURZBESCHREIBUNG | deutscher römisch-katholischer Geistlicher |
| GEBURTSDATUM     | 14. Januar 1930                            |
| GEBURTSORT       | Badem bei Bitburg, Eifel                   |
| STERBEDATUM      | 20. April 2003                             |
| STERBEORT        | Mürlenbach                                 |